# Grandes canciones
Grandes canciones é 13o álbum coletânea do premiado roqueiro argentino Fito Páez, lançado em 2008 com o selo Sony BMG.

## Faixas
01.Mariposa Tecknicolor - 3:44

02.Eso Que Llevas Ahí - 3:45

03.Un Vestido y un Amor - 3:18	

04.Tumbas de La Gloria - 4:35	

05.Fue Amor - 4:15

06.El Amor Despues del Amor - 5:11

07.El Cuarto de al Lado - 3:30	

08.A Rodar Mi Vida - 4:42

09.La Rueda Mágica (feat: Andrés Calamaro / Charly García) - 3:56

10.Tema de Piluso - 4:13

11.Yo Vengo a Ofrecer Mi Corazón - 3:32	

12.Enloquecer - 4:23

13.Naturaleza Sangre - 2:52
	
14.Dar Es Dar - 2:53

15.11 y 6 - 3:48